# Culicoides cordiformis
Culicoides cordiformis är en tvåvingeart som beskrevs av Jean-Jacques Kieffer 1927. Culicoides cordiformis ingår i släktet Culicoides och familjen svidknott.
Artens utbredningsområde är Estland. Inga underarter finns listade i Catalogue of Life.